# オリアナ (2代)
オリアナ（Oriana）は、P&Oクルーズが所有したクルーズ客船。同社の船隊では、6番目の1995年4月に就航をした。命名はエリザベス2世。2019年以降は星旅遠洋郵輪にて「ピアノ・ランド」（Piano Land、中：鼓浪嶼）として運航されている。

## 概要
船名のは女王エリザベス1世の愛称に由来する。船内のインテリアはアール・デコ調に統一され、吹き抜けのアトリウムには巨大なステンドグラスが飾られている。2019年に中国遠洋海運集団とチャイナ・トラベル・グループの合弁による「星旅遠洋郵輪」（アストロ・オーシャン・クルーズ）に売却され「ピアノ・ランド」に改名し10月から深圳、12月から厦門を拠点に東南アジア海域でのクルーズを実施。

## データ
船籍はバミューダ。　客室は全部で938室あり、そのうちの604室が海側に面している。

## 歴史
2006年12月オリアナは、ドイツで1200万ポンドで大改装を行い、船籍もイギリスのロンドンから、バミューダのハミルトンに変更した。

## ギャラリー

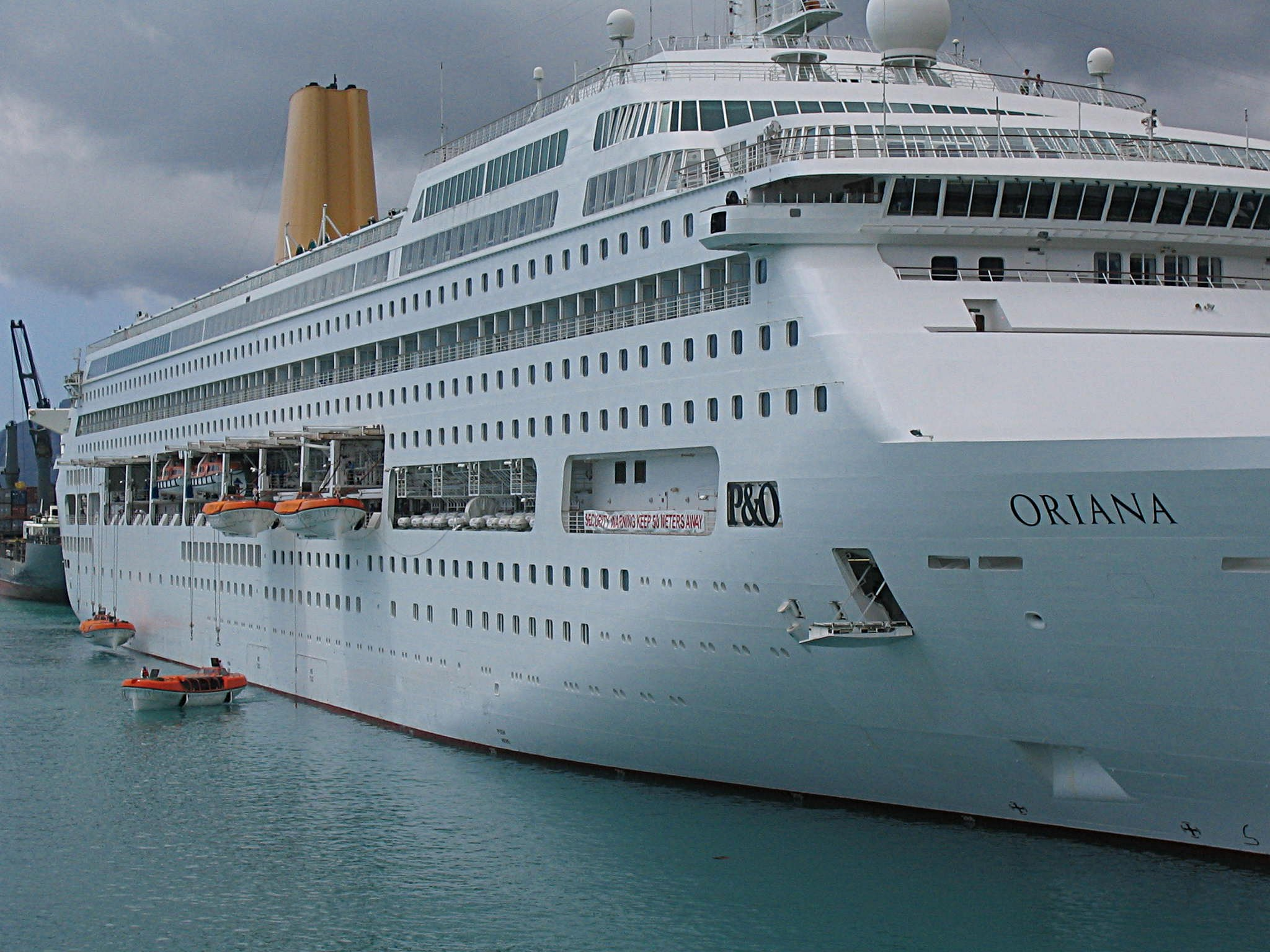
停泊中のオリアナ
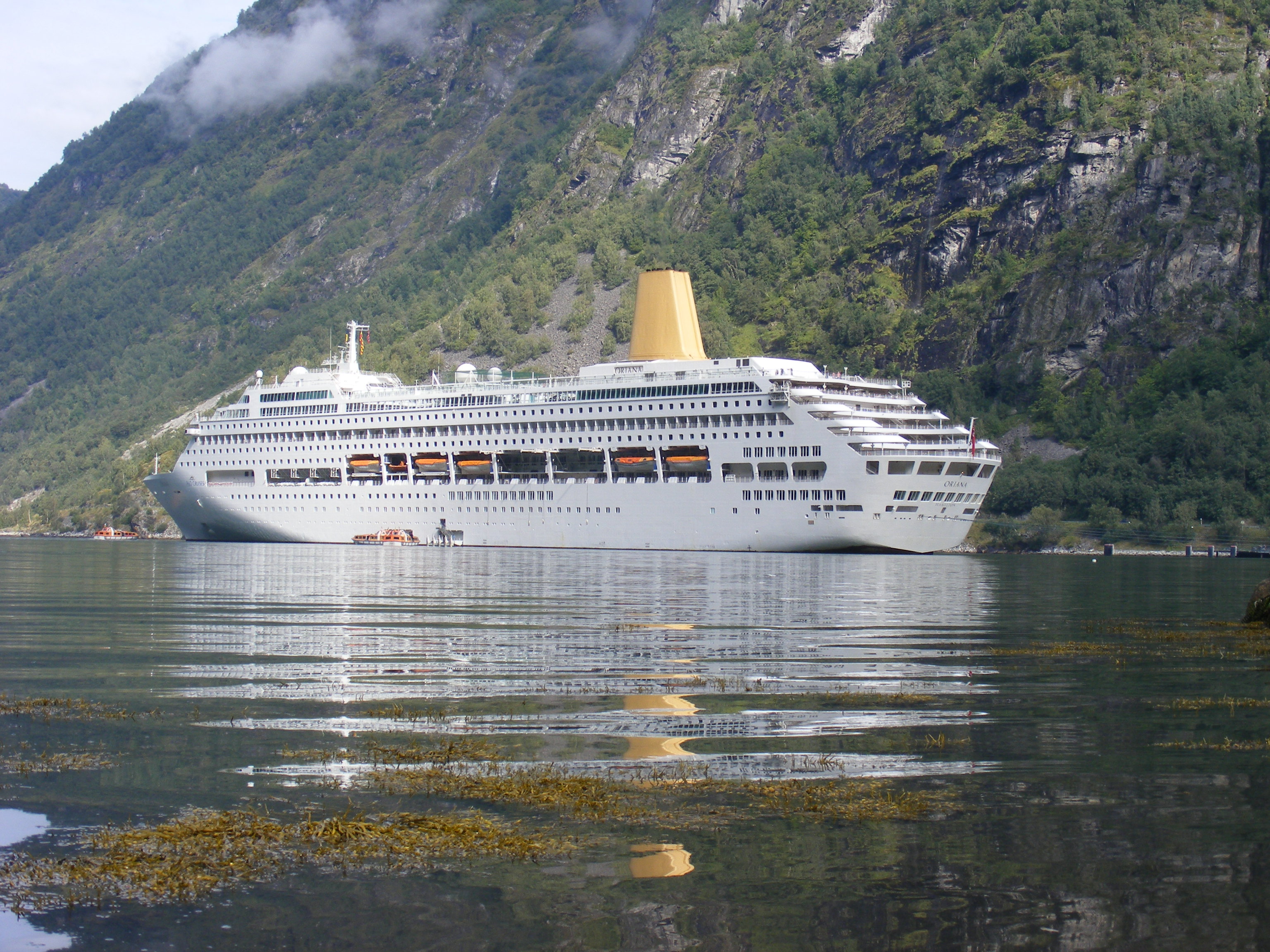
オリアナとテンダーボート
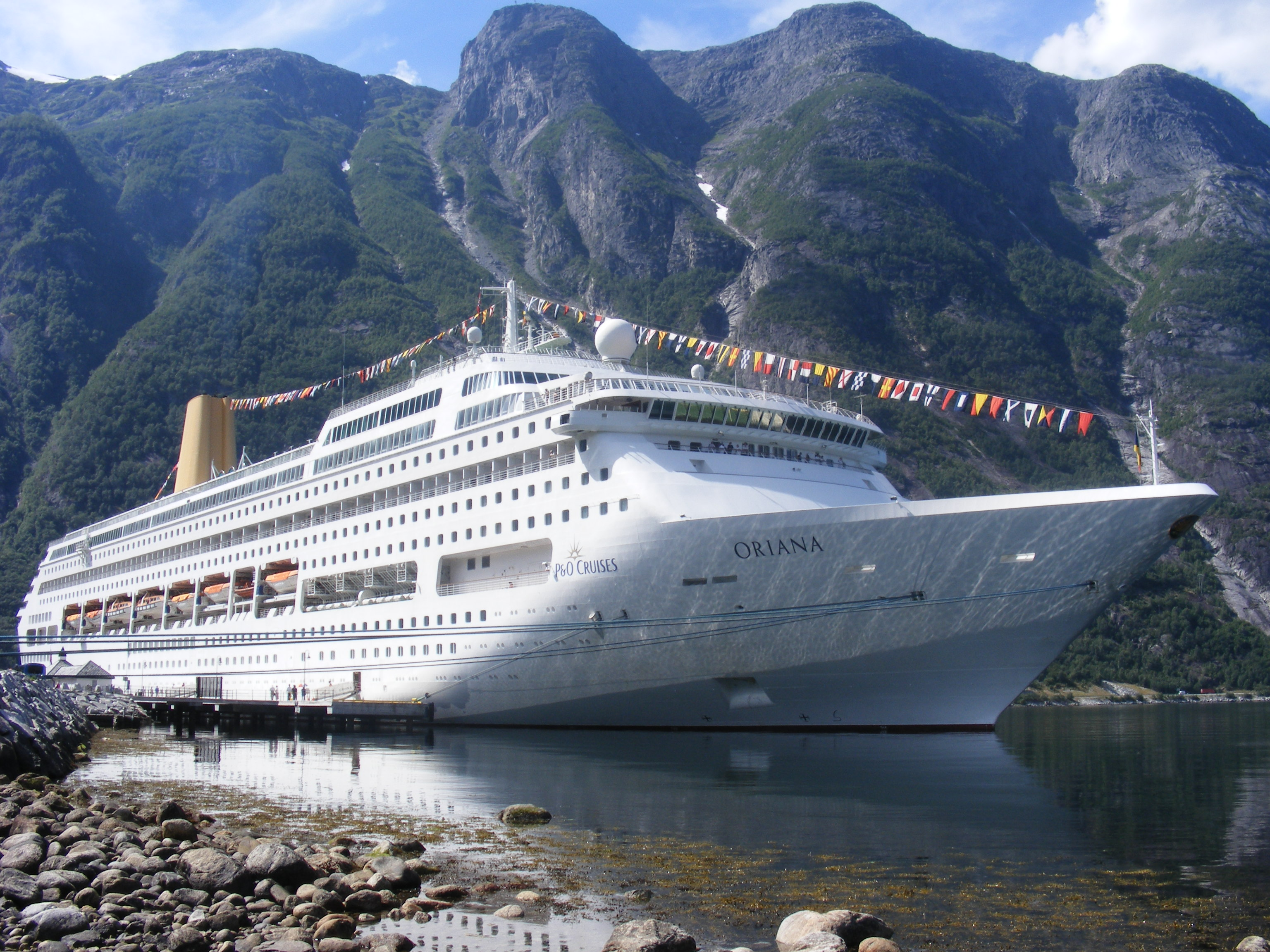
フィヨルドにて